# Saint-Maurice-du-Désert
Saint-Maurice-du-Désert era una comuna francesa situada en el departamento de Orne, de la región de Normandía, que el 1 de enero de 2016 pasó a ser una comuna delegada de la comuna nueva de Les Monts-d'Andaine al fusionarse con la comuna de La Sauvagère.

## Demografía
| Gráfica de evolución demográfica de Saint-Maurice-du-Désert entre 1800 y 2014 |
|                                                                               |

Los datos demográficos contemplados en este gráfico de la comuna de Saint-Maurice-du-Désert se han cogido de 1800 a 1999 de la página francesa EHESS/Cassini, y los demás datos de la página del INSEE.